# 東京の喧嘩
『東京の喧嘩』（とうきょうのけんか、Rififi à Tokyo）は、フランスとイタリアの合作により、ジャック・ドレーが監督して1963年に公開された犯罪映画。犯罪小説家として知られたオーギュスト・ル・ブルトンが脚本に参加しているが、小説作品としては発表されていない。
日本未公開作品であり、正式な日本語題はなく、『東京の争い』などとして言及されることもある。
この作品は、2006年1月に映画『パリから来た殺し屋 (Un homme est mort)』とのボックス・セットで初めてDVD化され、その後2009年2月に単体のDVDが出た。

## あらすじ
フランスのギャングたちが、東京で巨大なダイヤモンドを盗み出そうと、銀行強盗を計画する。

## キャスト
- カールハインツ・ベーム - カール・マーセン (Carl Mersen)[5]
- シャルル・ヴァネル - ヴァン・エッケン (Van Hekken)
- バルバラ・ラス（フランス語版） - フランソワーズ・メリーニュ (Françoise Merigne)
- 岸恵子 - アサミ (Asami)
- ミッシェル・ヴィトル（フランス語版） - メリーニュ (Merigne)
- 岡田英次 - ダニー・リケ (Danny Riquet)
- 織田政雄 - カン (Kan)
- ダンテ・マッジオ（イタリア語版）
- 柳永二郎 - イシモト (Ishimoto)